# جائزة أفضل لاعب كندي تحت 20 سنة
جائزة أفضل لاعب كندي تحت 20 سنة هي جائزة تُمنح لأفضل لاعبي كرة القدم تحت 20 سنة من الذكور والإناث في كندا تقديراً لإنجازاتهم مع كل من منتخباتهم الوطنية ونواديهم. من 2007 إلى 2017، أجرى التصويت مدربون كنديون. تم إيقاف الجائزة بعد موسم 2017.

## قائمة الفائزون
- 2017: كريس تواردك & جيسي فليمينغ[1]
- 2016: بالو تابالا & جيسي فليمينغ[2]
- 2015: مايكل بيتراسو & جيسي فليمينغ[3]
- 2014: مايكل بيتراسو & كاديشا بوكانان[4]
- 2013: ديلان كاريرو & كاديشا بوكانان[5]
- 2012: دونييل هينري & سابرينا دانغلو[6]
- 2011: اشتون مورغان & أميليا بيترانجيلو[7]
- 2010: إيثان كيج & جونيل فيليجنو[8]
- 2009: نانا اتاكورا غايان & تشلسي ستيوارت[9]
- 2008: نانا اتاكورا غايان & جونيل فيليجنو[10]
- 2007: أسمير بيغوفيتش & سوفي شميت[11]
- 2006: ديفيد إدغار & جودي آن روبنسون[12]
- 2005: ريان غياكي & قرة لانغ[13]